# NGC 5372
NGC 5372 é uma galáxia espiral (S?) localizada na direcção da constelação de Ursa Major. Possui uma declinação de +58° 40' 01" e uma ascensão recta de 13 horas, 54 minutos e 45,9 segundos.
A galáxia NGC 5372 foi descoberta em 24 de Abril de 1789 por William Herschel.